# Ганкок (переписна місцевість, Нью-Гемпшир)
Ганкок (англ. Hancock) — переписна місцевість (CDP) в США, в окрузі Гіллсборо штату Нью-Гемпшир. Населення — 213 особи (2020).

## Географія
Ганкок розташований за координатами 42°58′28″ пн. ш. 71°58′48″ зх. д. / 42.97444° пн. ш. 71.98000° зх. д. (42.974555, -71.980055).  За даними Бюро перепису населення США в 2010 році переписна місцевість мала площу 1,09 км², з яких 0,92 км² — суходіл та 0,17 км² — водойми.

## Демографія
Згідно з переписом 2010 року, у переписній місцевості мешкали 204 особи в 101 домогосподарстві у складі 57 родин. Густота населення становила 188 осіб/км².  Було 115 помешкань (106/км²).
Расовий склад населення:
| - 97,1 % — білих - 0,5 % — корінних американців - 0,5 % — чорних або афроамериканців |

До двох чи більше рас належало 2,0 %. Частка іспаномовних становила 1,5 % від усіх жителів.
За віковим діапазоном населення розподілялося таким чином: 17,6 % — особи молодші 18 років, 54,5 % — особи у віці 18—64 років, 27,9 % — особи у віці 65 років та старші. Медіана віку мешканця становила 53,0 року. На 100 осіб жіночої статі у переписній місцевості припадало 74,4 чоловіків;  на 100 жінок у віці від 18 років та старших — 71,4 чоловіків також старших 18 років.
Середній дохід на одне домашнє господарство  становив 82 489 доларів США (медіана — 60 417), а середній дохід на одну сім'ю — 109 176 доларів (медіана — 81 000). 
Цивільне працевлаштоване населення становило 125 осіб. Основні галузі зайнятості: освіта, охорона здоров'я та соціальна допомога — 25,6 %, роздрібна торгівля — 11,2 %, науковці, спеціалісти, менеджери — 10,4 %, будівництво — 10,4 %.